# San Diego Rockets 1968-1969
La stagione 1968-69 dei San Diego Rockets fu la 2ª nella NBA per la franchigia.
I San Diego Rockets arrivarono quarti nella Western Division con un record di 37-45. Nei play-off persero la semifinale di division con gli Atlanta Hawks (4-2).

## Roster
| N° | Naz.                   | Ruolo | Sportivo     | Anno | Alt. | Peso |
| -- | ---------------------- | ----- | ------------ | ---- | ---- | ---- |
| 7  | Stati Uniti (bandiera) | AC    | Toby Kimball | 1942 | 198  | 100  |
| 11 | Stati Uniti (bandiera) | AC    | Elvin Hayes  | 1945 | 206  | 107  |
| 12 | Stati Uniti (bandiera) | G     | Rick Adelman | 1946 | 185  | 79   |
| 14 | Stati Uniti (bandiera) | G     | Art Williams | 1939 | 185  | 82   |
| 17 | Stati Uniti (bandiera) | C     | Hank Finkel  | 1942 | 213  | 109  |
| 22 | Stati Uniti (bandiera) | G     | Stu Lantz    | 1946 | 191  | 79   |
| 30 | Stati Uniti (bandiera) | A     | Harry Barnes | 1945 | 191  | 93   |
| 31 | Stati Uniti (bandiera) | A     | John Trapp   | 1945 | 201  | 95   |
| 33 | Stati Uniti (bandiera) | GA    | Jim Barnett  | 1944 | 193  | 77   |
| 34 | Stati Uniti (bandiera) | AC    | John Block   | 1944 | 206  | 94   |
| 42 | Stati Uniti (bandiera) | GA    | Pat Riley    | 1945 | 193  | 93   |
| 44 | Stati Uniti (bandiera) | A     | Don Kojis    | 1939 | 191  | 92   |

## Staff tecnico
- Allenatore: Jack McMahon